# هيروكي يامادا (متزلج قفز)
هيروكي يامادا (باليابانية: 山田大起؛ بالكانا: やまだ ひろき) هو متزلج قفز ياباني، ولد في 19 مايو 1982 في إيياما في اليابان.

## وصلات خارجية
- هيروكي يامادا على موقع الاتحاد الدولي للتزلج (القفز التزلجي) (الإنجليزية)
- هيروكي يامادا على موقع أوليمبيديا (الإنجليزية)